# Държавна опера Стара Загора
Старозагорската опера, официално Държавна опера Стара Загора, е първата опера в България извън столицата.
Оперното изкуство в Стара Загора води началото си от 1 юли 1925 г., когато в града е поставена операта „Гергана“. Появяването на извънстолична опера само няколко години след откриването на оперния театър в София е истинско културно събитие в страната.
Постепенно дейността на Старозагорската опера се разширява и гастролира из цяла Южна България, нарича се Южнобългарска опера. Изиграва просветителска роля, като пропагандира изкуство, непознато до момента, към което българската публика проявява предразположение и посреща с нарастващ интерес. Независимо от трудностите през Втората световна война операта не прекъсва дейността си.
През 1946 г. държавата изцяло поема издръжката на Южнобългарската опера. През 1971 г. е построена новата модерна сграда на операта по проект на архитектите Михаил Соколовски, Борис Камиларов и Цанко Хаджистойчев. Това е първата сграда в България, строена специално за опера. Сградата на операта е най-голяма на Балканския полуостров.
През 1991 г. пожар унищожава сградата на операта. Изпепелени са безценни декори и сценични костюми, а кристалните полилеи, внесени специално от Италия, са унищожени.
След дълги години на събиране на средства за възстановяване на сградата, включително чрез дарения от родолюбиви граждани и главно с финансова помощ от Община Стара Загора, най-после ремонтът приключва. На 5 октомври 2010 г. (празника на Стара Загора), с п
ремиера на операта „Кармен“ от Жорж Бизе отново отваря врати най-красивата оперна сграда в България.